# Чемпионат Европы по настольному теннису 2024
Чемпионат Европы по настольному теннису 2024 года (официальное название «2024 LIEBHERR European Championships») прошёл с 15 по 20 октября 2024 года в городе Линц (Австрия). В рамках чемпионата были разыграны 5 комплектов медалей в одиночных разрядах среди мужчин и женщин, в парных разрядах среди мужчин и женщин, и в смешанном разряде.

## Организация соревнований

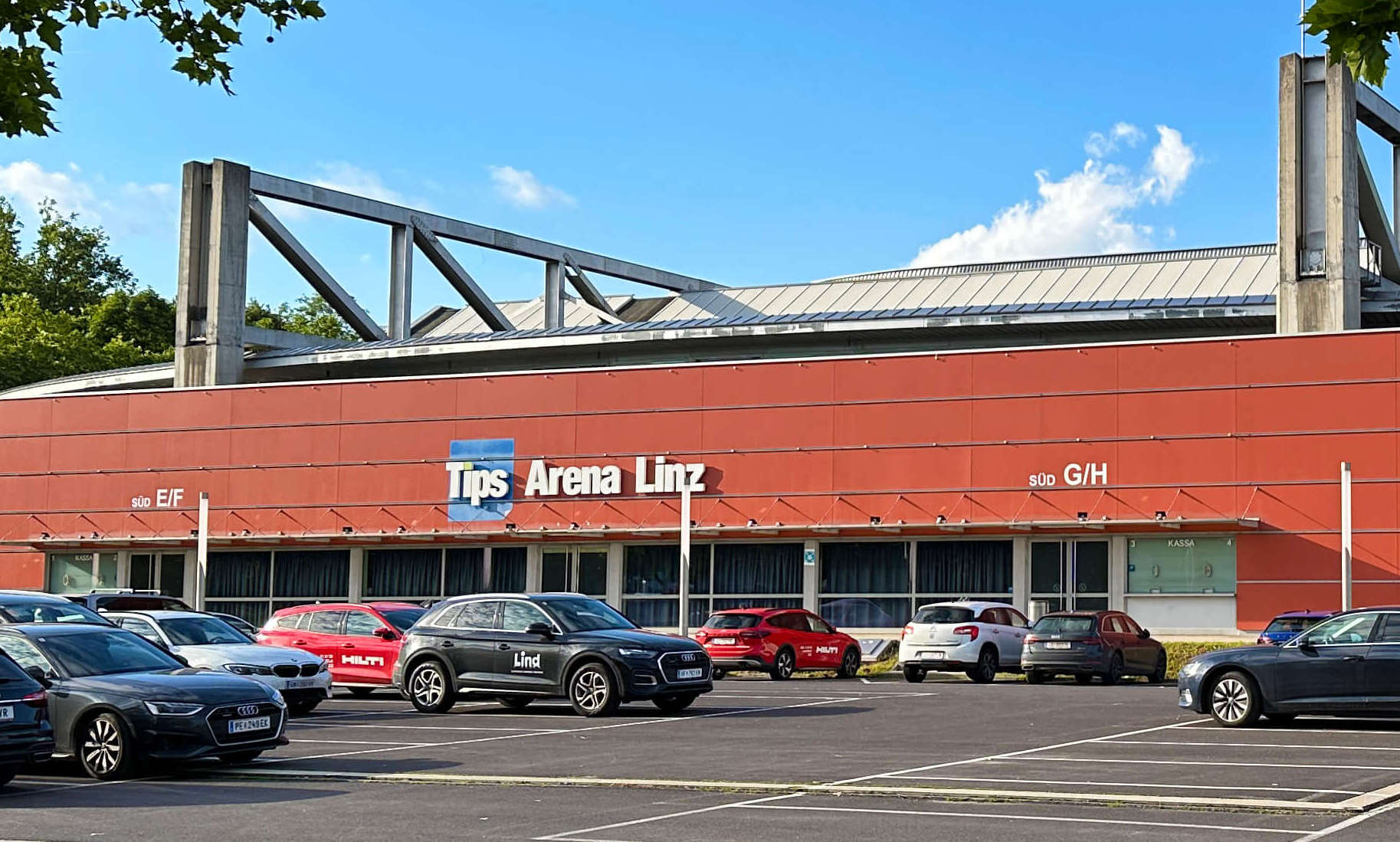
TipsArena (Linz, AUT) 2024

Изначально, предполагалось, что чемпионат пройдет в городе Инсбрук (Австрия), но в феврале 2023 года было объявлено о переносе места проведения чемпионата в город Линц (Австрия).
Чемпионат прошел в пяти дисциплинах:
- Мужской одиночный разряд (чемпион 2022 года  Цю Дан);
- Женский одиночный разряд (чемпионка 2022 года  София Полканова[англ.]);
- Мужской парный разряд (чемпионы 2022 года  Маттиас Фальк и  Кристиан Карлссон);
- Женский парный разряд (чемпионки 2022 года  София Полканова[англ.] и  Бернадетт Сёч);
- Смешанный парный разряд (чемпионы 2022 года  Jia Nan Yuan и  Emmanuel Lebesson).

## Результаты чемпионата

### Медалисты
| Разряд                   | Золото                         | Серебро                        | Бронза                              |
| ------------------------ | ------------------------------ | ------------------------------ | ----------------------------------- |
| Мужской одиночный разряд | Алексис Лебрен                 | Бенедикт Дуда                  | Трульс Мёрегорд                     |
| Мужской одиночный разряд | Алексис Лебрен                 | Бенедикт Дуда                  | Дмитрий Овчаров                     |
| Женский одиночный разряд | София Полканова                | Бернадетт Сёч                  | Мария Сяо                           |
| Женский одиночный разряд | София Полканова                | Бернадетт Сёч                  | Нина Миттельхам                     |
| Мужской парный разряд    | Алексис Лебрен Феликс Лебрен   | Антон Чельберг Трульс Мёрегорд | Maciej Kolodziejczyk Владислав Урсу |
| Мужской парный разряд    | Алексис Лебрен Феликс Лебрен   | Антон Чельберг Трульс Мёрегорд | Маттиас Фальк Кристиан Карлссон     |
| Женский парный разряд    | Хана Мателова Барбара Балазова | София Полканова Бернадетт Сёч  | Izabela Lupulesku Sabina Surjan     |
| Женский парный разряд    | Хана Мателова Барбара Балазова | София Полканова Бернадетт Сёч  | Наталья Баёр Татьяна Кукулкова      |
| Микст                    | Мария Сяо Альваро Роблес       | София Полканова Роберт Гардош  | Притика Павад Симон Гози            |
| Микст                    | Мария Сяо Альваро Роблес       | София Полканова Роберт Гардош  | Аннет Кауфманн Патрик Франциска     |

### Медальная таблица
*   Принимающая страна (Австрия)
| Место           | Страна          | Золото | Серебро | Бронза | Всего |
| --------------- | --------------- | ------ | ------- | ------ | ----- |
| 1               | Франция         | 2      | 0       | 1      | 3     |
| 2               | Австрия*        | 1      | 1.5     | 0.5    | 3     |
| 3               | Испания         | 1      | 0       | 1      | 2     |
| 4               | Словакия        | 0.5    | 0       | 0.5    | 1     |
| 5               | Чехия           | 0.5    | 0       | 0      | 0.5   |
| 6               | Румыния         | 0      | 1.5     | 0      | 1.5   |
| 7               | Германия        | 0      | 1       | 3      | 4     |
| 8               | Швеция          | 0      | 1       | 2      | 3     |
| 9               | Сербия          | 0      | 0       | 1      | 1     |
| 10              | Молдова         | 0      | 0       | 0.5    | 0.5   |
| 10              | Польша          | 0      | 0       | 0.5    | 0.5   |
| Всего стран: 11 | Всего стран: 11 | 5      | 5       | 10     | 20    |